# Giornata della Grande Unione

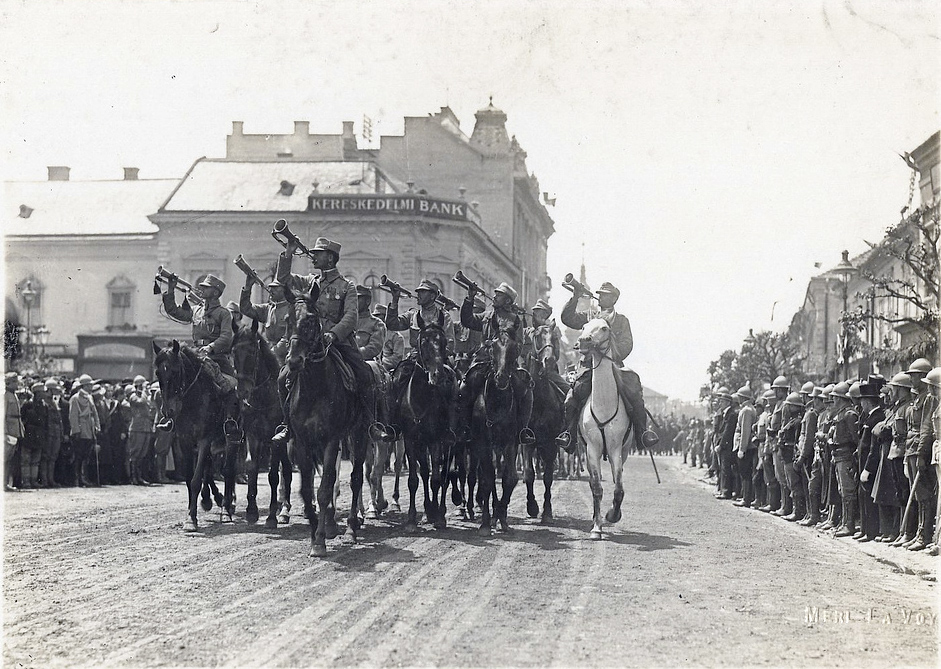
Entrata del Regimentului 16 Dorobanți „Fălticeni” a Cluj, 1918

La Giornata della Grande Unione (in rumeno: Ziua Marii Uniri, chiamata anche Giorno dell'unificazione o Ziua Națională a României) viene festeggiata il 1º dicembre ed è la festa nazionale della Romania. Commemora la Dichiarazione di Alba Iulia, con cui l'assemblea dei delegati rumeni tenuta nella città di Alba Iulia dichiarò l'Unione della Transilvania alla Romania, nel 1918.
In questo contesto si distinse la figura di re Ferdinando I di Romania. Questa festività fu instaurata nel 1989 dopo la rivoluzione per commemorare l'unificazione con la Transilvania ma anche con le province della Bessarabia e Bucovina con il Regno di Romania nel 1918.
Ziua națională a României fu nel periodo 1866-1947 il 10 maggio, poi, nel periodo 1948-1989, il giorno 23 agosto. La legge nr. 10 del 31 luglio 1990, promulgata dal presidente Ion Iliescu e pubblicata sulla Monitorul Oficial nr. 95 del 1º agosto 1990, adotta il giorno 1º dicembre come giornata nazionale e festività pubblica. Prevista dalla Constituția României del 1991, articolo 12, alinea 2. L'opposizione comunista voleva il giorno 22 dicembre come festa nazionale.

## Storia

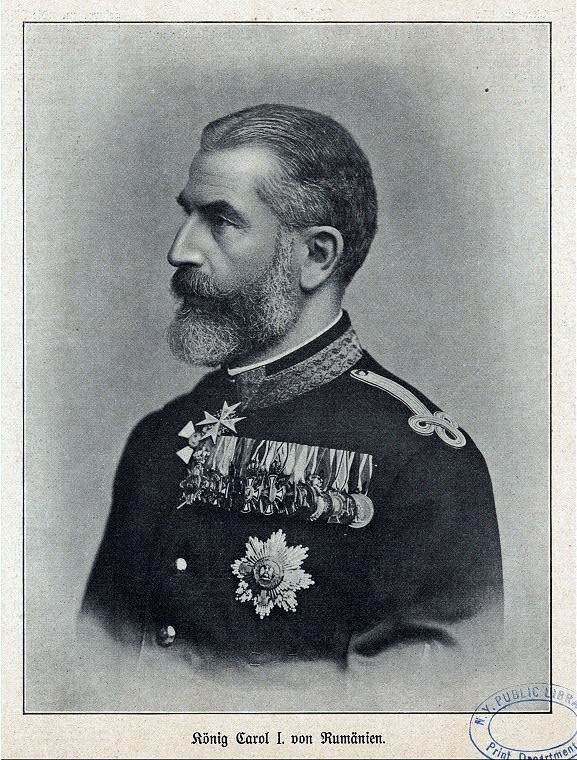
Carol I di Romania

Il principe Carol de Hohenzollern-Sigmaringen fece, il giorno 10 maggio 1866, giuramento di fronte alla Assemblea del Principato di Romania. Questo avvenimento il giorno 10 maggio 1877, venne proclamato nel Parlamento la indipendenza della Romania. Il giorno 14 marzo/26 marzo 1881 le Camere unite proclamarono il passaggio da Principato a Regno di Romania. Per la ricorrenza del 10 maggio 1881 vi fu una delle più spettacolari festività della storia della Romania.

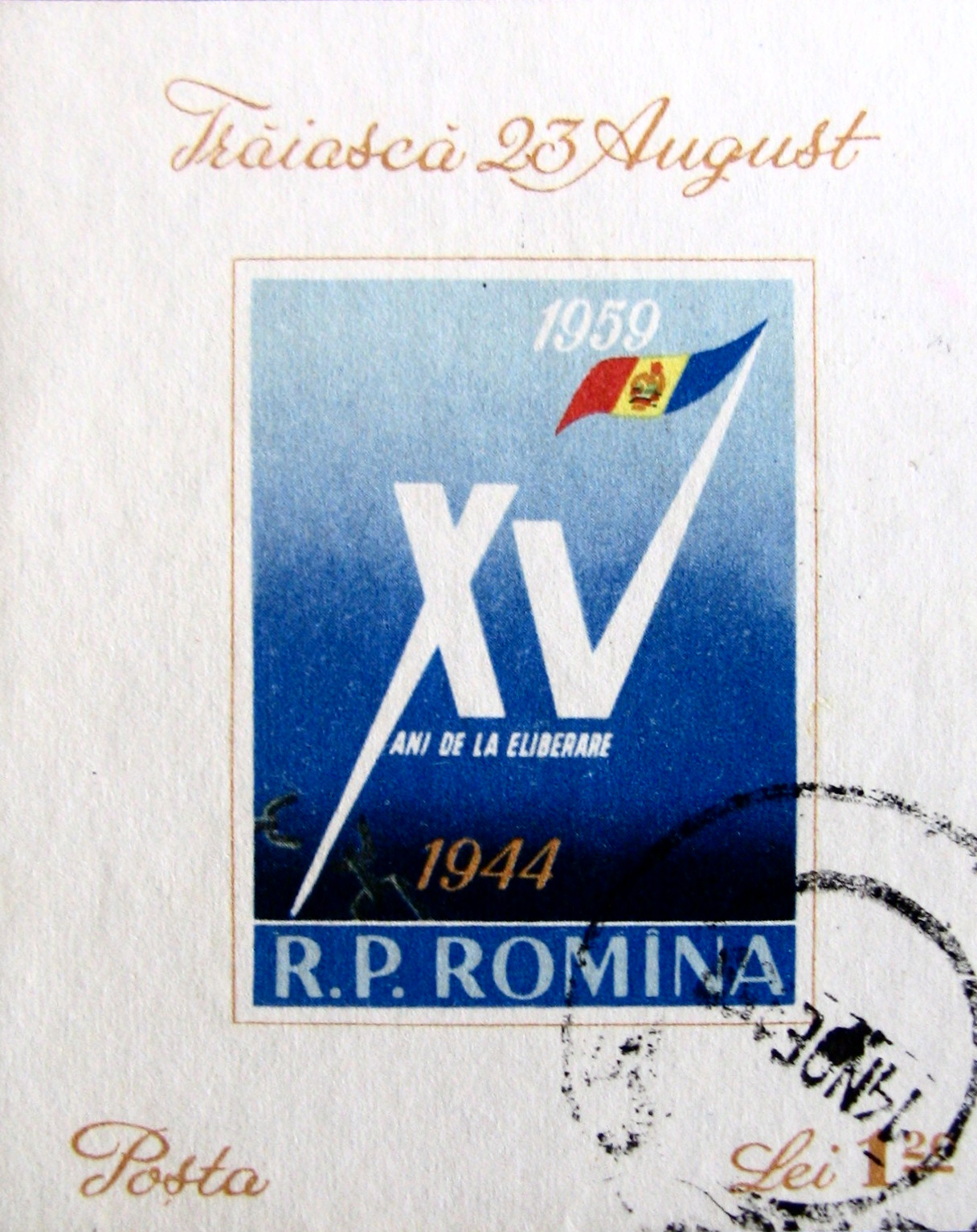
Emissione postale
„15 ani de la Eliberare”

Dopo l'abdicazione del regno di Michele I di Romania il giorno 30 dicembre 1947, la Camera Deputaților adottò con la legge nr. 363 del 1947, la fondazione della Republica Populară Română. Il giorno 23 agosto venne adottato come festa nazionale, ziua insurecției armate antifasciste, începutul revoluției populare în România, a ricordo della resistenza contro il terzo Reich e la caduta del Governo di Ion Antonescu nel 1944.
Nel 1990, dopo la rivoluzione romena del 1989, il Parlamento FSN rifiutò la proposta da parte delle opposizioni, di adottare il giorno 22 dicembre come festività nazionale di Romania. Dopo il conflitto interetnico di Târgu Mureș del marzo 1990 e la Mineriada del giugno 1990, il Parlamento adottò il 31 luglio 1990 la legge nr. 10/1990, che abrogò la Hotărârea Consiliului de Miniștri nr. 903 del 18 agosto 1949 che prevedeva il giorno 23 agosto come festività nazionale al posto del 1º dicembre. La legge 10/1990 non specifica il motivo della scelta del giorno del 1º dicembre.
La legge del 1990 approvata dal FSN e promulgata da Ion Iliescu ha dovuto scontrarsi con la tradizione monarchica che festeggia il 10 maggio, e la opposizione anticomunista che voleva l'adozione del 22 dicembre.
Il giorno 1º dicembre, rappresenta il giorno della Unione della Transilvania alla Romania nel 1918, con la Dichiarazione di Alba Iulia. Si opposero ovviamente i magiari di Romania.
La prima zi națională del 1º dicembre, nel 1990 a Alba Iulia, vi fu il discorso di Corneliu Coposu, leader anticomunista, e fischiato più volte. Petre Roman, Primo ministro, fu stupito di tali interruzioni.

## Dibattito pubblico
Lo storico Neagu Djuvara alla televisione TVR nel 2011 disse che il 1º dicembre sotto la presidenza di Iliescu fu una casualità, spiegando che il 1º dicembre 1918 ha avuto luogo la unificazione della Transilvania e Banato alla Romania, e per le altre storiche Bessarabia e Bucovina, la unificazione avvenne successivamente.